# Manoel Joaquim Maciel
Manoel Joaquim Maciel ( – ) foi um farmacêutico brasileiro.
Foi eleito membro titular da Academia Nacional de Medicina em 1835, com o número acadêmico 51, na presidência de Joaquim Cândido Soares de Meireles.